# Saponin
Saponin là một Glycoside tự nhiên thường gặp trong nhiều loài thực vật. Tiền tố latinh sapo có nghĩa là xà phòng; và thực tế thường gặp từ "saponification" có nghĩa là sự xà phòng hóa trong cả tiếng Anh và tiếng Pháp.
Saponin có tính chất chung là khi hoà tan vào nước có tác dụng làm giảm sức căng bề mặt của dung dịch tạo nhiều bọt, có tính chất phá huyết, độc đối với động vật máu lạnh nhất là đối với cá, tạo thành phức với cholesterol, có vị hắc và làm hắt hơi mạnh. Một vài động vật cũng có saponin như các loài hải sâm, cá sao.
Các saponin đều là các chất quang hoạt. Thường các steroid saponin thì tả triền còn triterpenoid saponin thì hữu triền. Điểm nóng chảy của các sapogenin thường rất cao.
Dưới tác dụng của enzym có trong thực vật hay vi khuẩn hoặc do axít loãng, saponin bị thủy phân thành các phần gồm genin gọi là sapogenin và phần đường gồm một hoặc nhiều phân tử đường. Các đường phổ biến là D-glucoza, D-galactoza, L-arabinoza, axít galactunoic, axít D-glucuronic... Phần genin có thể có cấu trúc cholan như sapogeninsteroid hoặc sapogenintritecpen dạng β-amirin (axít olenoic), dạng α-amirin (axít asiatic), dạng lupol (axit buletinie) hoặc tritecpen bốn vòng.
Dựa vào cấu trúc của phần sapogenin, người ta chia saponin ra làm 3 nhóm lớn là triterpenoit saponin, steroit saponin và glicoancaloit dạng steroit.
Saponin có loại axít, trung tính hoặc kiềm. Trong đó, triterpenoit saponin thường là trung tính hoặc axít (phân tử có nhóm –COOH). Steroit saponin nhóm spirostan và furostan thuộc loại trung tính còn nhóm glicoancaloit thuộc loại kiềm.